# ORFILA
Pour les articles homonymes, voir Orfila.
ORFILA est un numéro téléphonique d'urgence (dit « numéro ORFILA »), en France le + 33 1 45 42 59 59, permettant de contacter les centres antipoison. En cas de suspicion d'intoxication par un produit chimique, ces centres fournissent une aide médicale gratuite (hors coût d’appel), 24 heures sur 24 et 7 jours sur 7.
La mention "N° ORFILA" indiquée sur certains emballages de produits ménagers ne renseigne pas le consommateur. Il serait préférable de mentionner en clair "Centre anti poison". 
Au niveau européen, le site de l’ECHA recense les indications relatives aux services d'information d'urgence pour chaque État membre. Chaque numéro d’appel d’urgence donne accès, s’il existe, à l’organe consultatif officiel dans l’État membre dans lequel la substance ou le mélange sont mis sur le marché, celui-ci pouvant être l’organisme chargé de la réception des informations relatives à la santé visé à l’article 45 du règlement (CE) n° 1272/2008.
En France, depuis le 1er janvier 2021, l’organisme désigné auprès duquel doivent être faites les déclarations en prévision d’urgences sanitaires (conformément à l’article 45 du règlement n° 1272/2008 dit CLP) est le Centre Hospitalier Régional et Universitaire (CHRU) de Nancy, représenté par son centre antipoison, centre gestionnaire de la Base Nationale des Produits et Compositions,

## Histoire
Le n° ORFILA — du nom de Mathieu Orfila, médecin et chimiste du XIXe siècle, considéré comme fondateur de la toxicologie médico-légale — a été créé en application du Règlement REACh.
Auparavant, ce numéro permettait d’obtenir, via l'Institut national de recherche et de sécurité (INRS), les coordonnées téléphoniques de chaque centre antipoison français. Depuis le 12 octobre 2023, la gestion du n° ORFILA est directement assurée par les centres antipoison. Les appels sont automatiquement dirigés vers le centre antipoison le plus proche, en fonction de la localisation géographique de l’appelant.

## Obligation pour les industriels
Conformément à l'Annexe II du règlement REACh, il convient de renseigner le numéro ORFILA dans la section 1.4 des fiches de données de sécurité (dite fiche FDS) établies pour la France.